# سرگردان به تعجب
سرگردان به تعجب Wander To Wonder یک فیلم انیمیشن کوتاه محصول ۲۰۲۳ به نویسندگی و کارگردانی نینا گانتس است. این فیلم در جایزه اسکار بهترین پویانمایی کوتاه نامزد شد و برنده جوایز فیلم بفتا برای بهترین انیمیشن کوتاه بریتانیا شد.